# Pringsewu Utara
Pringsewu Utara is een bestuurslaag in het regentschap Pringsewu van de provincie Lampung, Indonesië. Pringsewu Utara telt 8677 inwoners (volkstelling 2010).